# Science College Overbach

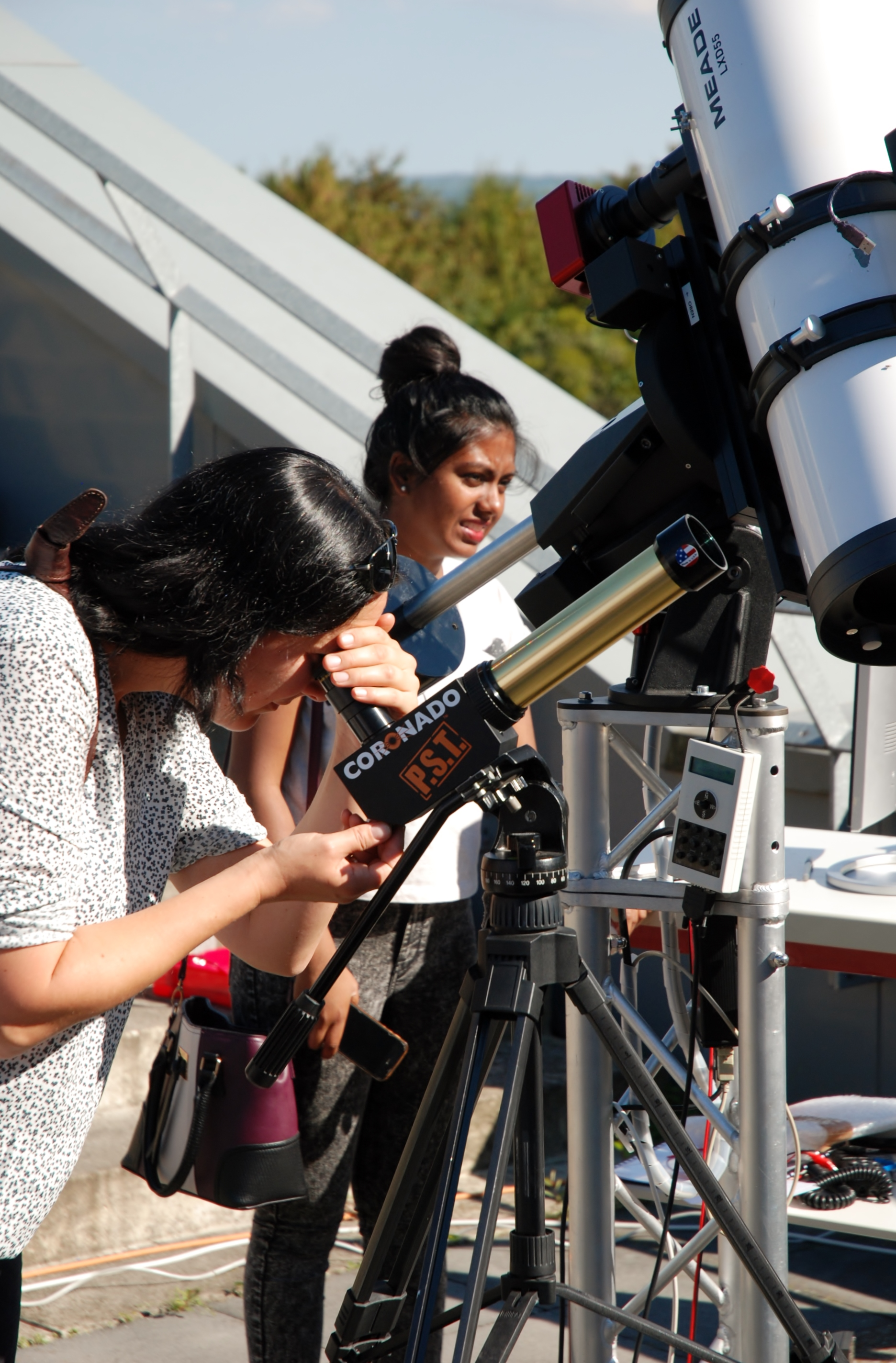
Astromarathon

Das Science College Overbach (SCO) im Jülicher Stadtteil Barmen ist ein Jugend- und Bildungsinnovationszentrum für die Disziplinen Mathematik, Informatik, Naturwissenschaft und Technik (MINT). Als außerschulischer Lernort konzipiert, werden im Schülerlabor und in Übungsräumen ganzjährig Experimental-Workshops, Forscher-Camps und Ferienakademien für alle Schulformen ausgerichtet. Auch interdisziplinäre Schülersymposien, Familienbildung und Publikumsveranstaltungen für die breite Öffentlichkeit gehören zum Programm. Für das außerschulische Bildungsprogramm „Let’s Do Science“ wurde das SCO durch die Landesregierung Nordrhein-Westfalen 2015 als „Ort des Fortschritts NRW“ ausgezeichnet, da es Ökonomie, Ökologie und Soziales innovativ verbindet und damit Fortschritt für die Gesellschaft ermöglicht.

## Außerschulischer Lernort
Die Bildungsangebote sollen die Lern- und Berufschancen der Teilnehmer verbessern und sensibilisieren für zukunftsfähiges Denken und Handeln. Individuelle Förderung, Praxisorientierung, Interdisziplinarität und der Dialog über die ethischen Aspekte von Wissenschaft und Forschung genießen einen hohen Stellenwert. Studien- und Berufsorientierung sind feste Programmbestandteile.

### Individuelle Förderung von Kindern und Jugendlichen
Ganzjährig bietet das SCO außerschulische Bildungsangebote für alle Altersstufen an. So werden in Experimental-Workshops oder Forscher-Camps naturwissenschaftliche Themen handlungsorientiert vermittelt. Das „forschende Lernen“ steht hierbei im Vordergrund. Speziell in den Schulferien bietet das SCO mehrtägige Ferienakademien mit Übernachtung und Vollverpflegung an. Neben den Workshops im Schülerlabor, bieten die Akademien Gelegenheit, mit Studierenden und Experten aus Wissenschaft und Forschung  ins Gespräch zu kommen und einen Einblick in aktuelle Forschungsthemen zu erhalten. Die Erkundung von Unternehmen und Forschungsinstituten unterschiedlicher Branchen und Disziplinen ist ein zentraler Punkt. Die Besuche geben Orientierung für das zukünftige Studium und die beruflichen Perspektiven. Ein interdisziplinäres Schülersymposium widmet sich den wissenschaftlichen Herausforderungen der Globalisierung. Alljährlich begeben sich rund 100 Jugendliche aus Belgien, Deutschland und den Niederlanden auf „die Suche nach dem globalen Kompass“. 

### Fortbildungszentrum für pädagogische Fachkräfte
Das SCO ist als außerschulischer Lernort akkreditiert und Kooperationspartner im Rahmen der pädagogischen Aus- und Fortbildung. Am SCO werden ganzjährig MINT-Fortbildungsveranstaltungen für Erzieher, Grundschullehrkräfte und für Lehrkräfte der SEK-I und SEK-II ausgerichtet. Im Fokus des Bildungsangebotes steht die Kompetenzvermittlung im „forschenden Lernen“.

### Overbacher Astromarathon
Alljährlich im Herbst richtet der AstroClub des SCO in Zusammenarbeit mit Akteuren aus Wissenschaft, Forschung und Familienbildung eine Publikumsveranstaltung zur Astronomie aus. Im Rahmen des „Overbacher Astromarathons“ treffen Wissenschaftler, Hobby-Astronomen, Studierende und Schüler zusammen und tauschen sich über aktuelle Themen und Forschungsprojekte aus. Himmelsbeobachtungen auf der Freiklasse des SCO gehören ebenfalls zum Programm.

## Innovationsstandort
Das SCO beteiligt sich an regionalen, nationalen und internationalen Bildungsinitiativen in der Förderung der MINT-Disziplinen, der Studien- und Berufsorientierung und in der Wissenschaftskommunikation. Das SCO ist Standortpartner von Bildungsträgern, Stiftungen, Verbänden, Wissenschaftseinrichtungen und Unternehmen, unter anderem der JuniorAkademie NRW, der Junior-Ingenieur-Akademien in der Region Aachen und der LernFerien NRW.

## Pädagogische Architektur
Der Entwurf und die Ausführung des SCO stammen von dem Aachener Architekturbüro Hahn Helten. Die Architekten sind Preisträger des NRW-Schulbaupreises 2013. Das Gebäude erfüllt die Anforderungen eines Passivhauses und ist selber Lehr- und Lernobjekt. Bundesweit ist es ein Modellprojekt für energieoptimiertes Bauen.

## Geschichte
Das SCO wurde im Rahmen der regionalen Entwicklungsinitiative EuRegionale 2008 mit Mitteln des Bundes, des Landes, privater Spender und der Kongregation der Oblaten des hl. Franz von Sales errichtet. Die Einweihung fand im Juni 2009 statt. Seit Eröffnung bis Ende 2016 haben rund 17.000 Kinder, Jugendliche, Pädagogen und wissenschaftlich interessierte Besucher die Bildungsveranstaltungen im Rahmen des Programms „Let’s Do Science“ besucht.

## Campus Haus Overbach

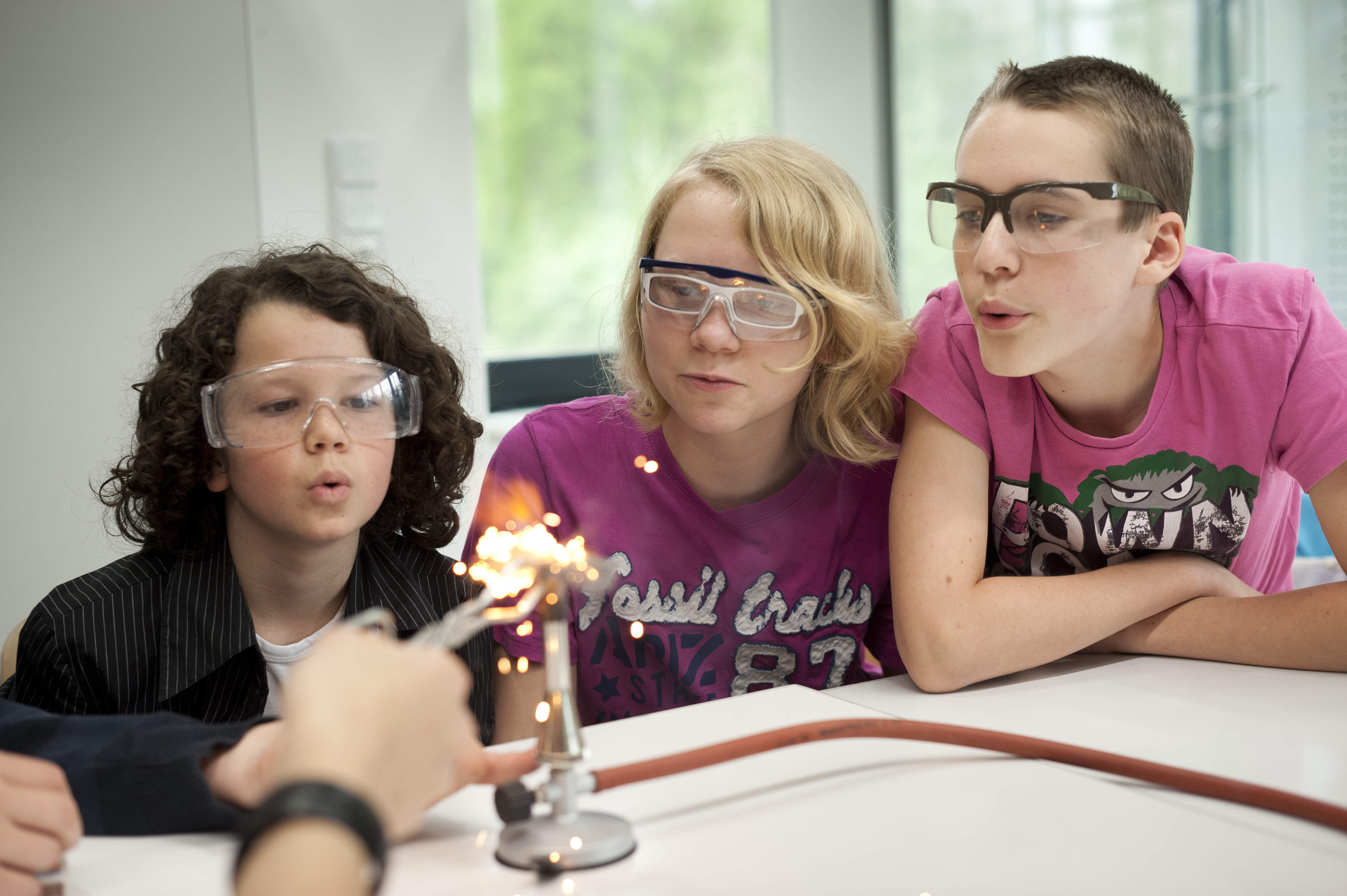
MINT-Workshop

Der Träger des SCO ist der Oblaten des hl. Franz von Sales e.V. Das College ist auf dem Campus von Haus Overbach in Jülich-Barmen angesiedelt. Das Haus Overbach ist seit 1918 im Besitz der Sales-Oblaten und ein Ort der Bildung, der Kunst und der Spiritualität. Auf dem Campus befinden sich in direkter Nachbarschaft zum SCO das Gymnasium Haus Overbach, die Singschule, die Tagungsstätte Franz-von-Sales-Hof mit Gästehaus und Wasserschloss sowie ein Kloster mit historischer Klosterkirche. Für die Verdienste um die Bildung in der Region Jülich wurde der Bildungseinrichtung Haus Overbach 2016 durch den Förderverein Museum Jülich e.V. der Minerva-Preis verliehen.